# Романа (провінція Сассарі)
Романа (італ. Romana, сард. Romana) — муніципалітет в Італії, у регіоні Сардинія, провінція Сассарі.
Романа розташована на відстані близько 370 км на південний захід від Рима, 150 км на північ від Кальярі, 28 км на південь від Сассарі.
Населення — 559 осіб (2014).

## Демографія
Населення за роками:

Станом на 1 січня 2023 року в муніципалітеті офіційно проживало 15 іноземців з 7 країн, серед них 4 громадяни країн Євросоюзу та 2 громадяни України.

## Сусідні муніципалітети
- Коссоїне
- Монтелеоне-Рокка-Дорія
- Падрія
- Тієзі
- Вілланова-Монтелеоне